# Glorious (Andreas Johnson)
Glorious è il terzo singolo di Andreas Johnson. Fa parte del suo secondo album Liebling ed è la traccia numero 1. La canzone verrà inoltre pubblicata in un altro suo album The Collector del 2007 ed è la traccia numero 3.
Il singolo Glorious ebbe un enorme successo nel 1999, anno della sua uscita, tanto che sarà usato da diverse aziende per la loro pubblicità quali la Volvo, la Nutella e la Vauxhall Motors.
Nel CD singolo sono inoltre presenti altri due brani: Submerged e Honeydrops.

## Tracce
CD single
1. Glorious 3:29
2. Submerged 8:33

CD-Maxi
1. Glorious 3:27
2. Submerged 4:41
3. Honeydrop 3:49

## Classifiche
| Paese            | Posizione più alta |
| ---------------- | ------------------ |
| Belgio (Fiandre) | 59                 |
| Francia          | 16                 |
| Germania         | 79                 |
| Islanda          | 37                 |
| Italia           | 3                  |
| Lettonia         | 5                  |
| Norvegia         | 16                 |
| Nuova Zelanda    | 41                 |
| Paesi Bassi      | 51                 |
| Regno Unito      | 4                  |
| Svezia           | 13                 |
| Svizzera         | 40                 |